# 1355 Magoeba
1355 Magoeba è un asteroide della fascia principale. Scoperto nel 1935, presenta un'orbita caratterizzata da un semiasse maggiore pari a 1,8535662 UA e da un'eccentricità di 0,0447558, inclinata di 22,82677° rispetto all'eclittica.
L'asteroide porta il nome di un capotribù del Transvaal.